# تينا أومونت
تينا أومونت (بالفرنسية: Tina Aumont)‏ هي ممثلة فرنسية وأمريكية، ولدت في 14 فبراير 1946 بهوليوود في الولايات المتحدة، وتوفيت في 28 أكتوبر 2006 في فرنسا بسبب انصمام رئوي.

## وصلات خارجية
- تينا أومونت على موقع IMDb (الإنجليزية)
- تينا أومونت على موقع روتن توميتوز (الإنجليزية)
- تينا أومونت على موقع ألو سيني (الفرنسية)
- تينا أومونت على موقع أول موفي (الإنجليزية)
- تينا أومونت على موقع قاعدة بيانات الأفلام السويدية (السويدية)
- تينا أومونت على موقع قاعدة بيانات الفيلم (الإنجليزية)
- تينا أومونت على موقع كينوبويسك (الروسية)